# Cantó de Fayl-Billot

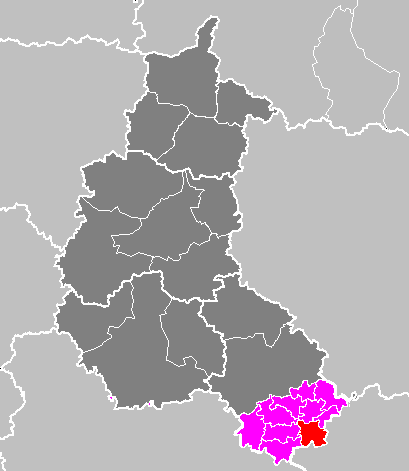
Situació del Cantó de Fayl-Billot.

El cantó de Fayl-Billot és un cantó francès del departament de l'Alt Marne, situat al districte de Langres. Té 18 municipis i el cap és Fayl-Billot.

## Municipis
- Belmont
- Champsevraine
- Chaudenay
- Farincourt
- Fayl-Billot
- Genevrières
- Gilley
- Grenant
- Les Loges
- Poinson-lès-Fayl
- Pressigny
- Rougeux
- Saulles
- Savigny
- Torcenay
- Tornay
- Valleroy
- Voncourt

## Història
| Data d'elecció                           | Identitat        | Partit                     | Qualitat |
| ---------------------------------------- | ---------------- | -------------------------- | -------- |
| 1945-1973                                | Charles Aubertin | RPF, després divers droite |          |
| 1973-1998                                | Pierre Morice    | Divers droite              |          |
| 1998-                                    | Bernard Gendrot  | Divers droite              |          |
| les dades anteriors no són pas conegudes |                  |                            |          |
|                                          |                  |                            |          |

## Demografia
| A partir de 1990: Població sense dobles comptes |